# ドイツ国家人民党
ドイツ国家人民党（ドイツこっかじんみんとう、ドイツ語: Deutschnationale Volkspartei, 略称：DNVP）は、ヴァイマル共和政期のドイツの保守・右派政党。ドイツ国家国民党、ドイツ国粋人民党とも訳される。

## 概要
第一次世界大戦後の1918年12月にドイツ保守党(DKP)や自由保守党(FKP)など帝政時代の保守政党が合同して結党され、その政策には民族主義、反ユダヤ主義、君主制保守主義などのフェルキッシュ的な要素が含まれていた。ヴァイマル共和政に反対する保守野党としてリベラルな政府と徹底対決した。当初は共和国に明確に敵対し、1920年に起きたカップ一揆を支持していたが、1925年から1928年にかけてはやや穏健化し、政権に参加した時期もある。しかし1928年以降はフーゲンベルク指導のもと極端な民族主義的見解を掲げ保守野党路線に戻った。ヒトラー率いる国民社会主義ドイツ労働者党(NSDAP)と反政府で共闘し、1933年に成立したヒトラー内閣に連立与党として参加した。DNVPは、ナチ党一党独裁への道を開いた全権委任法に賛成し、1933年6月の党解散後は多くがNSDAPに移った。

## 党史

### 結党と党の方針

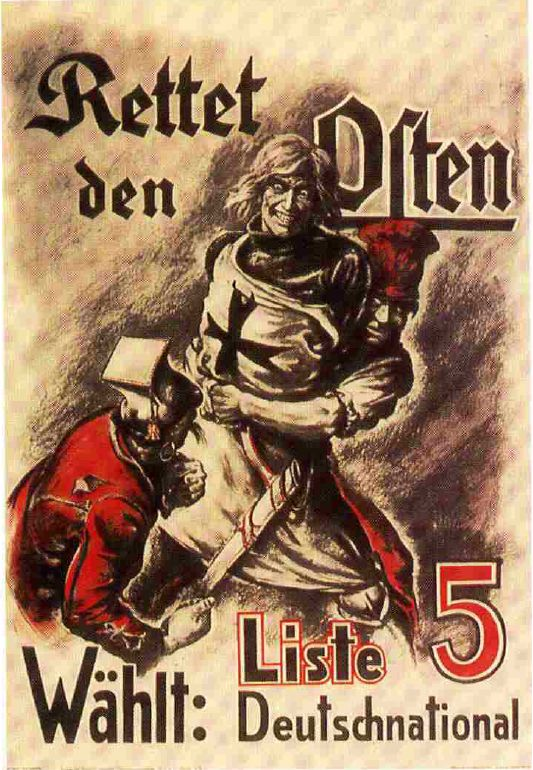
1920年の国家人民党のポスター。社会主義者が祖国を裏切って革命を起こしたために敗戦したという「背後からの一突き」説を描いている

第一次世界大戦後、共和政になった直後の1918年12月4日に、ドイツ保守党(DKP)や自由保守党(FKP)など帝政時代の保守政党が中心となって結党された。労働者層に支持を広げていた反ユダヤ主義政党キリスト教社会党なども参加した。大戦中に200万人のメンバーを擁した戦争翼賛大衆組織ドイツ祖国党とも人的一貫性を持つ。旧保守党員だけではなく、ドイツ人民党に参加しなかった国民自由党右派も結集した。彼らは大戦中に領土併合主義を唱えて祖国党と近い立場を取ったために自由主義勢力に帰れなくなっていた者たちだった。帝政期の保守右翼勢力をほぼ全て内包する形で成立した。
主な支持層はユンカー(東エルベの大地主貴族)や実業家などであり、伝統的で保守的な政策を主張し、富裕層の利益を最優先にする「ブルジョワ政党」であった。ドイツ皇室の復活を求める帝政復古派も多かった。「反議会主義統合政党」を自任し、ヴァイマル憲法およびそれが体現した共和制や議会政治に反対した。議会政治のルールの受け入れも拒否していたが、これは国会内における国家人民党の影響力を放棄することにもつながっていたため、利益政党として活動する上での制約になるというジレンマがあった。
また反社会主義・反共主義の立場をとり、社会主義者の裏切りのせいで敗戦したという「背後からの一突き」説を喧伝して左翼政党を非難した。ヴェルサイユ条約にも強い敵愾心を示した。また党の初期の頃にはドイツ民族至上主義者も多数参加していたので、彼らを中心に人種差別的な反ユダヤ主義を声高に唱えた時期もあるが、ユダヤ人に対する人種的攻撃はその他の点では反ユダヤ主義に好意的であった旧保守党勢力からも抵抗を受けた。彼らはそれによって党の社会的威信が傷つくことを恐れていた。結局この民族至上主義者グループは1922年にドイツ民族自由党(DVFP)という別政党を立ち上げて分離している。
国家人民党は反ヴァイマル憲法と反ヴェルサイユ条約の立場を明確にすることによって様々な国粋主義組織を支持団体として傘下に収めていたため、比較的選挙に強い安定した党だった。代表的な支持団体は帝政時代の保守党の支持団体だった農業者同盟(BdL)が改組された全国農村同盟(RLB)、ドイツ民族至上主義攻守同盟という形で大衆扇動的な付属組織を数多く持つ全ドイツ連盟、保守系労働組合の中心的機能を果たしたドイツ国家事務員連盟(DHV)やドイツ従業員組合総連盟、アルトゥール・メラー・ファン・デン・ブルックを中心とした新保守主義運動グループなどである。多くの業者別・地域別団体の頂上組織で当時最大の利益団体だったドイツ工業全国連盟(RDI)からも支援を受けていたが、この団体はドイツ人民党やドイツ民主党、中央党など他のブルジョワ政党の支持団体でもあった。

### 保守野党路線
保守的な政治姿勢に固執したため、社民党(SPD)、中央党(DZP)、民主党(DDP)という穏健左派・中道・リベラルの連立政権「ヴァイマル連合」で構成されることが多いヴァイマル共和国政府に対しては基本的に野党の立場をとった。
1920年には講和推進者であり、富裕層に臨時税を課したマティアス・エルツベルガー財相（中央党所属）を「売国奴」として攻撃するキャンペーンを展開。国家人民党国会議員団の代表カール・ヘルフェリヒ(戦時中の副首相)はエルツベルガーを挑発して名誉棄損裁判を起こさせ、1920年2月に勝訴することでエルツベルガーを辞職に追い込むことに成功した。
しばしば東欧系ユダヤ人（大戦中、労働力としてドイツに連行されたか、戦後混乱期にドイツに流入してきた者が多い）の国外追放法案を国会に提出し、1920年にはユダヤ人党員を党から追放した。
同年7月にヴォルフガング・カップ(国家人民党員)やベルリン防衛司令官ヴァルター・フォン・リュトヴィッツ将軍ら保守主義者が共和政打倒を掲げて起こしたカップ一揆に国家人民党は共感を示したが、連合国の反応への不安もあって党としては曖昧な立場を取らざるを得ず、直前にリュトヴィッツ将軍が国家人民党党首オスカー・ヘルクトの所へ行ってクーデタ計画の説明をしているが、ヘルクトからは同意を得られなかった。結局この一揆は一時的にベルリンを掌握することに成功するも社民党政権が呼びかけたゼネストによって失敗に終わっている。
1922年にはソ連とラパッロ条約を結び、ヴェルサイユ条約の履行政策を遂行していたヴァルター・ラーテナウ外相(民主党所属)を「売国奴」として攻撃するキャンペーンを展開したが、ラーテナウは同年6月24日に右翼テロ組織コンスルによって暗殺された。その直前に過激なラーテナウ批判演説をしていた国家人民党のヘルフェリヒが影響を与えたのではないかと疑われ、議会で批判に晒された。
同年11月に社民党が政権から離脱し、中央党、民主党、人民党、バイエルン人民党というブルジョワ中道政党の連立政権ヴィルヘルム・クーノ（人民党所属）内閣が発足したが、国家人民党は引き続き野党の立場を取った。1923年1月のフランス軍のルール占領に対してクーノ内閣が「消極的抵抗」（占領地内の公務員に占領軍の命令に従うことを禁じ、またドイツ人が石炭の提供と運搬を行うことを禁止）を開始すると、国家人民党もその闘争を支持したが、その結果ドイツ国内にハイパーインフレが発生。危機的経済状況から1923年8月に社民党が政権に復帰し、国家人民党と共産党を除く国政政党が参加する大連合政府グスタフ・シュトレーゼマン内閣が成立し、消極的抵抗の中止を決定した。国家人民党は社民党の政権復帰に反発するとともに、消極的抵抗中止を「ドイツへの裏切り」と批判した（同党は経済危機をヴァイマル共和制打倒の機会と期待していた）。
この後バイエルン州が非常事態宣言を出してグスタフ・フォン・カールに全権を与えて右派独裁体制を成立させ、中央政府と対立を深めたが、国家人民党はこれをヴァイマル体制からの離脱のモデルケースとして注目していた。親バイエルン的態度を取った軍部のハンス・フォン・ゼークト将軍に期待を寄せ、彼による権威主義的独裁体制の樹立を支持するようになった。

### 政府への接近・参加

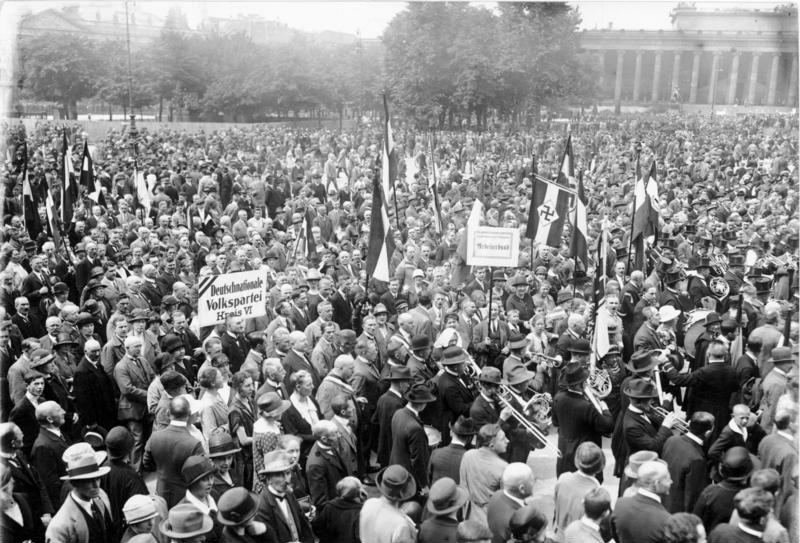
共産党の主導で行われた王侯財産没収の国民投票に反対する国家人民党のデモ（1926年）

1924年中の二度の総選挙で国家人民党が躍進したため、政府にとって国家人民党を入閣させる必要性が増した。
国家人民党はヴァイマル共和政に反対する党ではあるが、利益団体からは政権参加を要請された。これが国家人民党の政権参加の土壌を作った。
1924年9月のドーズ案関連法案の国会採決の際にヴィルヘルム・マルクス首相は国家人民党の取り込みを狙って同党を入閣させようと工作したが、この段階では同党議員団の投票が分裂しただけに終わった。この分裂の責任を取って党首ヘルクトは辞職することになった。
しかしその後、国家人民党内でドーズ案に賛成する穏健派が勢力を増すようになり、国家人民党を政権に取り込もうという動きは加速した。社民党や民主党は国家人民党を嫌っていたが、人民党右派は社民党を政権から追放して国家人民党を入閣させることを訴えた。
そして1925年1月に国家人民党、人民党、中央党、バイエルン人民党を与党とするハンス・ルター(中央党)を首相とする内閣が発足する運びとなった。さらに同年3月末の大統領選挙では先の大戦の英雄であり、帝政復古主義者だったパウル・フォン・ヒンデンブルク元帥を推薦し、当選させることに成功した。しかし国家人民党はグスタフ・シュトレーゼマン外相の融和的な外交政策に不満を抱き、10月にはロカルノ条約に反対して政権から離脱した。
その後、社民党との大連合政権へ向けた暫定政権として第3次マルクス内閣が成立したが、結局同政権は社民党との関係を悪化させ、1926年12月には社民党がマルクス内閣不信任案を国会に提出して可決させる事態となった。国家人民党の重要性が再び増し、国家人民党、中央党、人民党、バイエルン人民党というブルジョワ連合に支えられた第4次マルクス内閣が発足した。この際に国家人民党は中央党起草の政権綱領を受け入れてロカルノ条約とヴァイマル憲法の法的正当性を認めることになったが、これは同党にとって大義を失うことであり、党内から批判が噴出。クーノ・フォン・ヴェスタープ伯爵の指導する執行部への突き上げは激しくなった。党内の対政府強硬派は実質的に野に下り、シュトレーゼマン外交批判をますます強めていった。

### フーゲンベルク指導下で再び保守野党

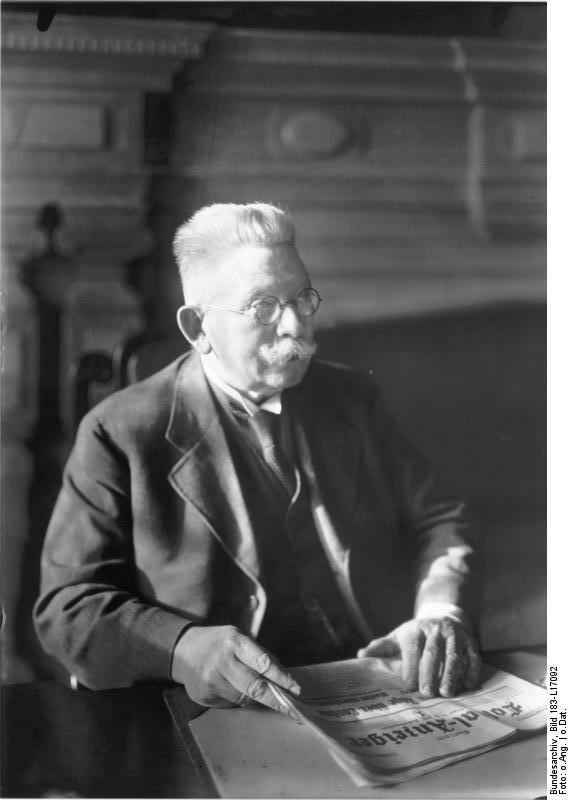
アルフレート・フーゲンベルク

1928年5月の総選挙でもともとの支持層がドイツ中産階級帝国党やキリスト教国家農民及び農村住民党などに移行したこともあって重大な敗北を喫した。これがきっかけとなり、1928年秋には対政府強硬派のアルフレート・フーゲンベルクが党首となったため、同党は再度保守野党の立場へと戻った。一方フーゲンベルクは国家人民党内で国民主義的右派と呼ばれていた反君主制論者であり、帝政復古主義者の前党首ヴェスタープ伯とは立場が違った。帝政が倒れて10年もたったこの時期になると、もはや帝政復古の訴えには魅力が無くなっており、むしろ若年層の支持の獲得を困難にしていると考えられていた。「国家本位の共和主義者」にも支持を広げるべきという考えが党内に広がっていた。
国家人民党の復古主義的な傾向が弱まったことは、アドルフ・ヒトラー率いる国民社会主義ドイツ労働者党（ナチス）との距離が縮まった事を意味した。1929年6月に新たなドイツの賠償金支払い方式ヤング案が成立するとフーゲンベルク率いる国家人民党は、激しく反発した。7月にはナチ党や鉄兜団、全国農村同盟とともに全国委員会を結成して「ドイツ国民奴隷化阻止法案」制定を旗印にヤング案反対闘争を開始したが、この法案の中にはヤング案を支持した公務員を処罰する条項が設けられており、ヒンデンブルク大統領もその対象に含まれていた。そのため党内の親政府派と反政府派の亀裂が深まった。
フーゲンベルクの妥協を知らぬ反政府闘争はヒンデンブルク大統領やその大統領内閣首相ブリューニングの不興を買った。政府はフーゲンベルクを国家人民党内で孤立させようとしたが、数多くのメディアを傘下に収めるフーゲンベルクの影響力は絶大でうまくいかず、結局前党首ウェスタープ伯爵ら親政府派が1930年7月の国会解散後に保守人民党（Konservative Volkspartei、略称KVP）を結成して離党することになった。
1931年10月にはナチ党や鉄兜団とともに保守・右翼反政府派の共闘体制「ハルツブルク戦線」を構築し、ブリューニング内閣攻撃を強化したが、これは国家人民党の党勢を挽回という意図が大きかったため、ヒトラーが反発し、間もなくナチ党はこの共闘関係から離れた。
1932年6月ブリューニング内閣崩壊後のフランツ・フォン・パーペン内閣には国家人民党員が入閣しているが、党としては同内閣と一切関係はないという立場を取った。パーペン内閣が倒れ、クルト・フォン・シュライヒャー将軍の内閣が成立すると、パーペンの仲介でハルツブルク戦線崩壊以来接触がなくなっていたナチ党と再び提携に動き、1933年1月27日にはフーゲンベルクとヒトラーが会談し、ここでナチ党と国家人民党の連立によるヒトラー内閣を樹立することが大筋で合意された。

### ヒトラー内閣の連立与党として

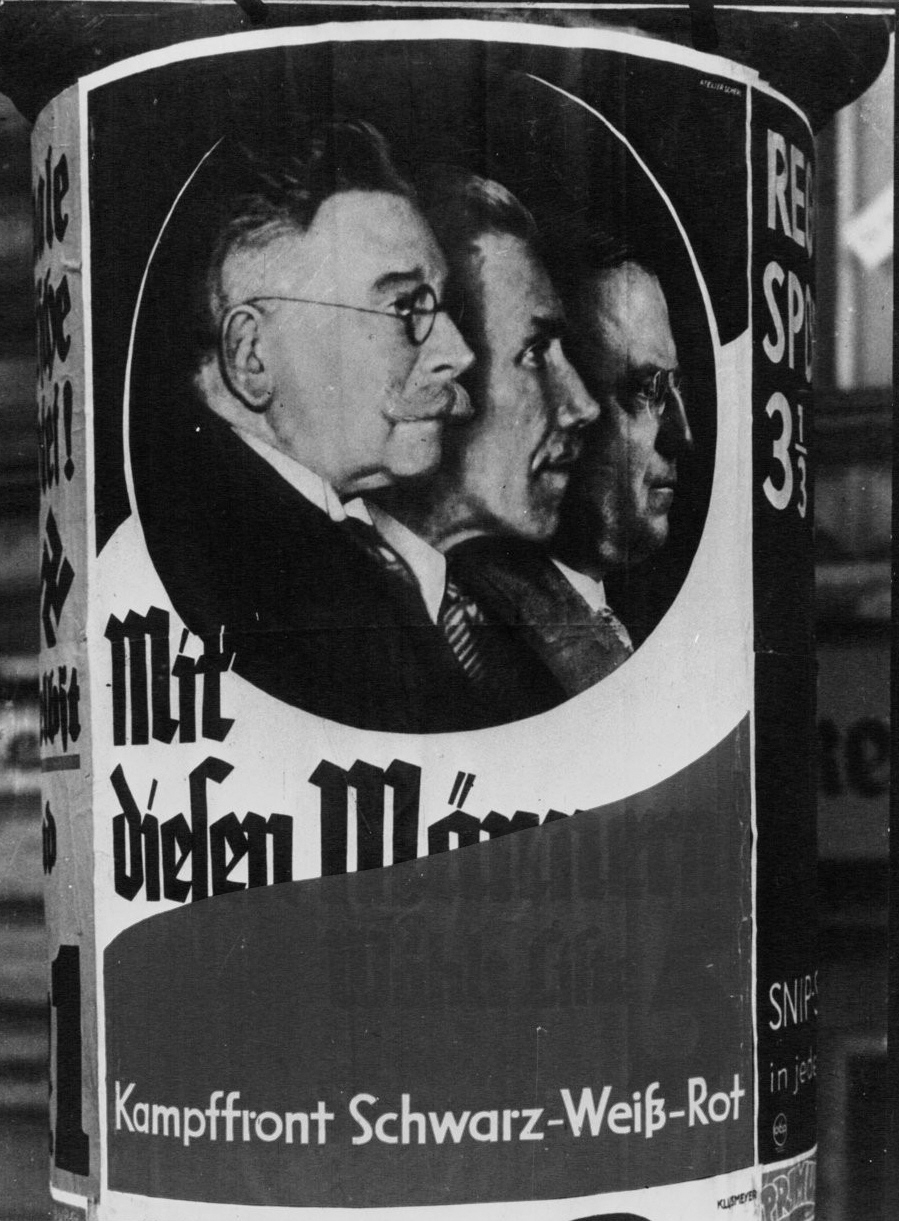
1933年総選挙時のポスター
_{手前からフーゲンベルグ党首、パーペン(元首相)、ゼルテ(鉄兜団共同代表)の横顔が並んでいる}

1933年1月30日ナチス・国家人民党・鉄兜団・貴族層など保守派・右派の連立によりヒトラー内閣が成立した。国家人民党からは党首のフーゲンベルクが経済相兼食糧農業相、フランツ・ギュルトナーが法相として入閣した。
当時ナチ党は第一党であったが、連立与党の国家人民党と足しても国会で過半数を得られていなかった。したがってヒトラー内閣以前の三代の大統領内閣と同様に国会から内閣不信任案を突き付けられる危険性があった。その対策は今まで通り国会無視の大統領緊急令による政治を行うか、総選挙で与党過半数を狙うか、中央党を与党に引き込むか、共産党議員の資格を停止するか（共産党議席を停止すればナチ党と国家人民党で過半数になる）のいずれかであった。ヒトラーは総選挙を希望したが、フーゲンベルクはナチ党が大勝して自党の政権内での影響力が低下する恐れがあるので総選挙を嫌がり、共産党を禁止してその議席を剥奪することでナチ党と国家人民党で過半数を得るべきと主張した。しかし結局ヒトラーが押し切って総選挙が行われることになった。
ヒトラーは「選挙結果がどうなろうと政府の構成は不変である」と連立与党の国家人民党に約束していたが、保守勢力の統一名簿の要請は拒否している。そのためパーペンは2月11日に国家人民党と鉄兜団に保守共闘戦線「黒白赤」を結成させた。
3月5日の選挙の結果、ナチ党は44%の得票を得る一方、「黒白赤」は8%の得票しか得られなかった。この段階ではナチ党と「黒白赤」を合わせて過半数に達するという状況だったが、3月9日に共産党の議席が再選挙を行わず抹消されたので総議席数が減ってナチ党が単独過半数を得た。これにより国家人民党もキャスティング・ボートを握る立場を失って急速に政権内での影響力を弱めた。3月23日に全権委任法（正式名称「国民と国家の危機を除去するための法律」）が可決されると、ナチ党にとって国家人民党はもはや用済みの連立パートナーに過ぎなくなっていった。
1933年6月12日にロンドンで開催された世界経済会議の席でフーゲンベルクは旧ドイツ領アフリカ植民地の回復を求める不用意な覚書を提出して各国の不興を買い、これが致命的なスキャンダルとなって経済相辞任に追い込まれた。これを機に国家人民党はヒトラーから圧力をかけられて、6月27日に自主解散させられた。国家人民党側が自主解散に応じる条件として出したのは国家人民党に所属していた議員や公務員たちが役職に留まれるようにすることであり、実際にヒトラーはその約束を守った。ナチ党の機関紙『フェルキッシャー・ベオバハター』は国家人民党の自主解散を報じた記事の中で国家人民党の反ヤング案闘争を賞賛し、フーゲンベルクを「悲劇的人物」と論じている。国家人民党の党員たちはフランツ・ギュルトナーやフランツ・ゼルテなどのようにナチ党に移籍した者もいる一方でフーゲンベルクのようにナチ党に所属せずにナチ党の「客人」として国会議員に留まり続けた人物もいる。
また極少数ながら元DNVPメンバーから反ナチ運動（黒いオーケストラ）に参加し、第二次世界大戦中の1944年の7月20日のヒトラー暗殺計画に参加した者もいる（ウルリヒ・フォン・ハッセル、カール・ゲルデラーなど）。

## 選挙結果
国民議会（Nationalversammlung、1919年時のみの議会名称）および国会（Reichstag）における国家人民党の党勢。1933年3月5日の選挙は、鉄兜団および副首相パーペンと結成した政党連合「黒白赤」として参加。

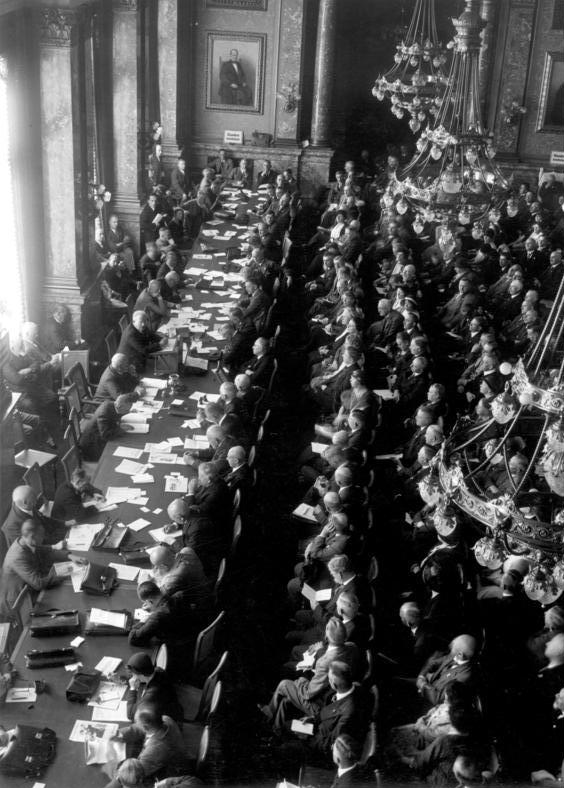
国家人民党の代議士会（1932年）

- 選挙制度は比例代表制[55]
- 選挙権は20歳以上の男女[55]

| 選挙日             | 得票        | 得票率 | 議席数 (総議席数) | 議席順位 |
| ------------------ | ----------- | ------ | ----------------- | -------- |
| 1919年1月19日      | 3,121,479票 | 10.27% | 44議席 (421議席)  | 第4党    |
| 1920年6月6日       | 4,249,100票 | 15.07% | 71議席 (459議席)  | 第3党    |
| 1924年5月4日       | 5,696,475票 | 19.45% | 95議席 (472議席)  | 第2党    |
| 1924年12月7日      | 6,205,802票 | 20.49% | 103議席 (493議席) | 第2党    |
| 1928年5月20日      | 4,381,563票 | 14.25% | 73議席 (491議席)  | 第2党    |
| 1930年9月14日      | 2,457,686票 | 7.03%  | 41議席 (577議席)  | 第5党    |
| 1932年7月31日      | 2,178,024票 | 5.91%  | 37議席 (608議席)  | 第5党    |
| 1932年11月6日      | 2,959,053票 | 8.34%  | 51議席 (584議席)  | 第5党    |
| 1933年3月5日       | 3,136,760票 | 7.97%  | 52議席 (647議席)  | 第5党    |
| 出典：Gonschior.de |             |        |                   |          |

## 歴代党首
党首である議長（Vorsitzender）は以下の通り。
- オスカー・ヘルクト（ドイツ語版） 在職1919年11月24日 - 1924年10月23日
- ヨハン・フリードリッヒ・ヴィンクラー（ドイツ語版） 在職1924年 - 1926年
- クーノ・フォン・ヴェスタープ伯爵 在職1926年3月24日 - 1928年7月8日
- アルフレート・フーゲンベルク 在職1928年10月20日 - 1933年6月27日

## 党員だったことのある人物
- ゲオルク・ミヒャエリス（帝政時代の首相）
- アルフレート・フォン・ティルピッツ（帝政時代の海軍元帥、海軍大臣。第一次世界大戦後、国家人民党の国会議員。）
- フリードリヒ・カール・フォン・エーベルシュタイン男爵（ナチ党親衛隊（SS）のSS大将）
- テオドール・デュスターベルク（準軍事組織「鉄兜団」の団長）
- フランツ・ギュルトナー（パーペン内閣、シュライヒャー内閣、ヒトラー内閣法相）
- オットー・オーレンドルフ（ナチ党親衛隊（SS）のSS中将）
- カール・ゲルデラー（ライプツィヒ市長。ヒトラー暗殺未遂事件の関与者）
- アルトゥール・ネーベ（ナチ党親衛隊（SS）のSS中将。刑事警察長官）
- ウルリヒ・フォン・ハッセル（駐イタリア大使。後にナチ党へ移籍。ヒトラー暗殺未遂事件関与者）
- ハンス・フリッチェ (ジャーナリスト。 国民啓蒙・宣伝省幹部。後にナチ党へ移籍)
- オットー・クリスティアン・アルヒバルト・フォン・ビスマルク侯爵（鉄血宰相オットー・フォン・ビスマルクの孫。後にナチ党へ移籍）
- ヴェルナー・ベスト（ナチ党親衛隊（SS）のSS大将。保安警察長官代理）